# Sant Esteve de Parets
Sant Esteve de Parets és una església de Parets del Vallès (Vallès Oriental) protegida com a bé cultural d'interès local.

## Descripció
És un edifici neoromànic. La nau central es desenvolupa a partir de l'absis del segle xiii, on neix el creuer que suporta el campanar. Té tres naus de volta d'aresta separades per arcs de mig punt i capelletes laterals de volta de canó. Els vint-i-dos capitells que separen les naus historien la vida de Crist. El campanar és quadrat per tres cossos separats per arcuacions llombardes; en el segon i en el tercer hi ha buits de mig punt.
Al centre de l'absis hi ha el retaule de Sant Esteve, realitzat per Frederic Marès i Francesc Folguera l'any 1947.
Com a curiositat cal destacar que la imatge de Sant Esteve que presideix el retaule es negre, al igual que el Jesucrist penjat a la columna esquerra de l'església.

## Història
Les primeres notícies d'un temple dedicat a Sant Esteve en aquest indret, daten de l'any 904, quan va ser consagrada una església per Teodoric. Com a conseqüència de l'augment demogràfic de la zona, l'església es converteix en parroquial i es construeix un nou edifici més gran. En diversos documents apareix com Sant Esteve de Breda i en altres casos com a Sant Esteve de Parets. Sembla que aquestes eren les dues poblacions més properes al temple i per aquest motiu apareix adscrita a totes dues.
En el segle xiii es torna a reformar el temple gràcies a Bernat de Vilatzir, tal com constava en una llosa sepulcral que hi havia en el presbiteri fins a l'any 1936. L'església es torna a consagrar el 26 de gener de 1207 pel bisbe de Barcelona Pere de Cirac.
Les tropes de Felip V d'Espanya incendiaren el temple l'any 1706 durant la Guerra de Successió Espanyola. Aquest no va ser l'únic incendi que va patir l'església, perquè el 21 de juliol de 1936 va ser destruït gairebé en la seva totalitat pel foc. De l'antic temple només va restar en peu l'absis central i alguns fragments de murs, que es van integrar en la nova construcció feta en estil neoromànic, aquesta nova església consagrada el 1947, va venir a substituir a la vella. L'obra, tot i ser d'en Francesc Folguera, va comptar amb la participació de Frederic Marès i d'en Josep Obiols. La subvenció per a la restauració de l'església va ser aportada principalment per Antoni Feliu propietari de la Linera i per la gent del poble.
L'absis d'aquesta nova construcció és el mateix que el de l'anterior església i, per tant, data del segle xiii, i és d'estil llombard. Aquest està decorat amb parelles d'arcs cecs separades per lesenes, En la part central s'obre una finestra de doble esqueixada.

## Les campanes
L'església té tres campanes que daten del 1947 i una que va ser instal·lada el 15 d'octubre del 2017, anomenades Eulàlia, Rosalia, Maria i Teresina; les dues primeres en honor de la dona i la mare del mecenes que va fer la restauració de l'església, l'Antoni Feliu,la tercera en honor de la Verge Maria, i la quarta en honor de la mare del feligrès que la va donar a causa d'una promesa. Aquesta darrera és actualment la campana major. Aquestes campanes es tocaven de forma manual fins a la jubilació de l'últim campaner de Can Pau Moragues l'any 1996, data en què es va electrificar el sistema d'accionament automatitzat del toc de campanes.